# ラダガスト
ラダガスト（Radagast）はJ・R・R・トールキンの中つ国を舞台とした小説、『指輪物語』の登場人物。
魔法使い（イスタリ）で、白の会議の一員の「茶色の賢者」である。

## 概要
彼は色の変化と形の大家で、薬草と獣たちについて造詣が深い。特に大鷲の風早彦グワイヒアなどの鳥たちの友である。
アマンの地でヴァラールに仕えていたころ、かれの名はアイウェンディル（Aiwendil、鳥を愛するものの意）といった。かれは中つ国の自由の民による、第二の冥王サウロンの打倒を助けるために送り込まれた5人のマイアールの一人であり、かれを推薦したのはヤヴァンナであった。かれは白のサルマンとともに中つ国へやってきた。
非常に変わり者の魔法使いだったかれは森や中つ国の鳥獣を愛し、森に住み着いた。それ故にサルマンから怒りを買い、注意されるが直らなかった。そしてサルマンに軽蔑され、「うつけ者」と呼ばれた。そのためか、白の会議にも呼ばれていない。
そしてサルマンに欺かれ、灰色のガンダルフをオルサンクの塔に誘い込む手引きをしてしまうが、無能というわけではなかった。彼の実直な性格はサルマンの意図するところを超えて、ガンダルフを助けた。危険な任務に赴くガンダルフの助力とすべく、友である動物たちに協力を呼びかけた結果、サルマンに囚われたガンダルフが逃げ出すことの一助となった。結果的にラダガストは、サルマンの裏切りをガンダルフが知る所となった事態を招いただけではなく、その裏切りを周囲に知らしめた事に寄与した形になった。このためガンダルフは、彼の実直さに感謝した。ガンダルフはラダガストについて「偉大な魔法使いと言えなくもない」と語っている。
ガンダルフの弁に依れば、彼は極めて誠実な性格であるため、陰謀や裏切りとは無縁の存在であり、サルマンが自身の野望の仲間に引き入れようとしても、絶対に応じようとはしなかったであろうとのことである。『ホビットの冒険』に登場した気難しい熊人ビヨルンも、かれのことは「魔法使いにしては悪いやつではない」と好意的に評している。
指輪戦争が終結し、サウロンが滅んでイスタリが中つ国での使命を終えた後も、ラダガストがガンダルフと共にヴァリノール行きの舟に乗ったという記述はどの資料にもない。鳥獣を愛するがあまりに、中つ国に留まり続けたと言われている。

## 映画版
ピーター・ジャクソン監督の映画『ロード・オブ・ザ・リング』ではラダガストへの言及は省かれ、かれの出番も無い。映画におけるグワイヒアの来訪の先触れは、一匹の蛾がつとめているが、『ホビット 思いがけない冒険』には登場。闇の森やドル・グルドゥアの異変をいち早く察し、ガンダルフに警告するという重要な役割を担う。